# أبولو 14
كانت أبولو 14 (بالإنجليزية: Apollo 14)‏ المهمة الثامنة المأهولة في برنامج أبولو الخاصة بالولايات المتحدة، والمهمة الثالثة التي تهبط على سطح القمر والأولى التي تهبط في منطقة المرتفعات القمرية. كانت هذه آخر مهمة من «مهمات إتش»، التي شملت عمليات الهبوط في مواقع محددة ذات أهمية علمية على القمر وقضاء يومين على السطح والقيام بنشاطين قمريين خارج المركبة (إي في إيه أو عمليات السير على القمر).
كانت من المقرر في الأصل إطلاق المهمة عام 1970، لكنها أُجِلت نتيجة التحقيق في فشل مهمة أبولو 13 في الوصول إلى سطح القمر، والحاجة إلى إجلاء تعديلات على المركبة الفضائية بسبب لذلك. انطلقت المهمة وعلى متنها القائد آلان شيبرد، وطيار وحدة القيادة والخدمة ستيوارت روزا، وطيار الوحدة القمرية إدغار ميتشل في مهمتهم التي استمرت تسعة أيام يوم الأحد 31 يناير 1971، الساعة 4:03:02 مساءً بتوقيت شرق الولايات المتحدة. أثناء الرحلة إلى القمر، تغلب الطاقم على أعطال كانت ستؤدي ربما إلى إحباط المهمة مرةً أخرى كما حدث مع أبولو 13، ولربما أدى ذلك إلى نهاية مبكرة لبرنامج أبولو.
هبط كل من شيبارد وميتشل على سطح القمر في 5 فبراير في تشكيل فرا ماورو - وهو هدف أبولو 13 في الأصل. خلال مهمتي السير على السطح، جمعا 94.35 باوند (42.80 كيلوجرام) من صخور القمر ونشروا العديد من التجارب العلمية. لم يتمكن شيبرد وميتشل من الوصول إلى حافة الفوهة المخروطية كما كان مخططًا له، ما أثار استياء بعض الجيولوجيين، على الرغم من أنهما اقتربا منها. في أشهر حدثٍ لأبولو 14، ضرب شيبرد كرتين من كرات الجولف كان قد أحضرهما معه.
بينما كان شيبرد وميتشل على السطح، بقي روزا في مدار حول القمر على متن وحدة القيادة والخدمة، حيث قام بإجراء تجارب علمية وتصوير القمر، بما في ذلك موقع هبوط مهمة أبولو 16 المستقبلية. جلب معه عدة مئات من البذور، التي نما الكثير منها أثناء العودة، سُميت هذه النباتات بأشجار القمر، والتي جرى توزيعها وزراعتها على نطاق واسع في السنوات التالية. بعد الإقلاع من سطح القمر والنجاح في الالتحام، عادت المركبة الفضائية إلى الأرض حيث هبط رواد الفضاء الثلاثة بأمان على سطح المحيط الهادئ في 9 فبراير.

## انطلاق المهمة والدخول في مدار حول القمر
انطلقت أبولو 14 من مجمع الإطلاق 39 إيه في مركز كينيدي للفضاء (كيه إس سي) الساعة 4:03:02 مساءً بتوقيت شرق الولايات المتحدة، في 31 يناير 1971. جاء ذلك بعد تأخير الإطلاق بسبب الطقس لمدة 40 دقيقة وثانيتين؛ والذي كان أول تأخير من هذا القبيل في برنامج أبولو. كان موعد الإطلاق الأصلي المخطط له، هو 3:23 مساءً، والذي كان بداية نافذة إطلاق استمرت لأربع ساعات؛ لو لم تُطلق مهمة أبولو 14 أثناء تلك النافذة، لما كان من الممكن أن تنطلق حتى شهر مارس. انطلقت أبولو 12 أثناء طقس السيئ وضرب البرق المركبة مرتين، ونتيجة لذلك وُضعت قواعد صارمة بشأن موعد عملية الإطلاق. كان من بين الحاضرين لمشاهدة الإطلاق نائب الرئيس الأمريكي سبيرو تي أغنيو وأمير إسبانيا، الملك المستقبلي خوان كارلوس الأول. اتبعت المهمة مسارًا أسرع إلى القمر مما كان مُخطط له، وبالتالي اختصرت وقت الرحلة. نظرًا لذلك، بعد أكثر من يومين بقليل من الإطلاق، جرى تقديم مؤقتات المهمة بمقدار 40 دقيقة و3 ثوانٍ لتجري الأحداث اللاحقة في الأوقات المحددة في خطة الرحلة.
بعد وصول المركبة إلى مدار حول الأرض، أُطفِئت محركات مرحلة إس 4 بي الثالثة، وأجرى رواد الفضاء فحصًا للمركبة الفضائية قبل إعادة تشغيل محركات المرحلة لبدء عملية الدخول في مدار انتقالي نحو القمر (تي إل آي). بعد تي إل آي، انفصلت وحدة القيادة والخدمة (سي إس إم) عن إس 4 بي، وأجرى روزا مناورة التحويل، إذ أدار سي إس إم لكي تلتحم مع الوحدة القمرية (إل إم) قبل انفصال المركبة الفضائية بأكملها عن مرحلة إس 4 بي. كان روزا، الذي أجرى المناورة عدة مرات، يأمل في تحطيم الرقم القياسي لأقل كمية وقود مُستخدمة في الالتحام. ولكن عندما قرّب الوحدتين من بعضهما برفق، لم تُفعل آلية الإرساء. قام بعدة محاولات خلال الساعتين التاليتين، إذ تجمع مراقبو المهمة وأبدو بنصائحهم. لو تعذر انفصال إل إم عن إس 4 بي، لما تمكن رواد الفضاء من الهبوط على سطح القمر، ومع هذا الفشل المتتالي، كان لينتهي برنامج أبولو. اقترح مركز التحكم بالمهمة أن يحاولوا مرة أخرى مع سحب مسبار الإرساء، على أمل أن يؤدي الاتصال إلى تشغيل وحدة الإرساء. نجح هذا، وفي غضون ساعة انفصلت المركبة الفضائية المُجمعة عن إس 4 بي. وُضعت المركبة على مسار يقودها للهبوط على القمر، وهو ما حدث بعد ثلاثة أيام فقط، ما تسبب في تسجيل اهتزازات في مقياس الزلازل الخاصة بأبولو 12 لأكثر من ثلاث ساعات.
كان الطاقم في طريقه للهبوط في منطقة فرا ماورو. في الساعة 60:30 من الوقت المنقضي على الأرض، دخل شيبرد وميتشل الوحدة القمرية لفحص أنظمتها؛ أثناء وجودهم داخلها قاموا بتصوير عملية طرح ماءٍ ملوث خارج سي إس إم، وهو جزء من دراسة عن تلوث الجسيمات استعدادًا لإطلاق محطة سكايلاب. أُجري تصحيحان لمسار المركبة أثناء اقترابها من القمر، إذ أطلِقت المحركات لمدة 10.19 ثواني في التصحيح الأول و0.65 ثانية في التصحيح الثاني.

## المدار القمري وعملية النزول
بعد 81:56:40.70 من انطلاق المهمة (4 فبراير في 1:59:43 صباحًا بتوقيت شرق الولايات المتحدة؛ 06:59:43 بالتوقيت العالمي المنسق)، جرى إطلاق محرك نظام الدفع الخاص بوحدة الخدمة (إس إم) لمدة 370.84 ثانية لإدخال المركبة في مدار قمري ارتفاع نقطتي أوجه وحضيضه 169 ميل بحري (313 كيلومتر؛ 194 ميل) و58.1 ميل بحري (107.6 كيلومتر؛ 66.9 ميل) تقريبًا على التوالي. أرسل إطلاق ثانٍ للمحركات، بعد 86:10:52 من انطلاق المهمة، المركبة الفضائية إلى مدار ارتفاع نقطتي أوجه وحضيضه 58.8 ميل بحري (108.9 كيلومتر؛ 67.7 ميل) و9.1 ميل بحري (16.9 كيلومتر؛ 10.5 ميل) على التوالي. تم ذلك استعدادًا لإطلاق الوحدة القمرية المُسمى «أنتاريس». كانت أبولو 14 أول مهمة دفع فيها صواريخ سي إس إم وحدة إل إم إلى مدار سفلي - على الرغم من أن أبولو 13 كانت ستفعل ذلك لو لم تُحبط المهمة. جرى القيام بذلك لزيادة مقدار وقت التحليق المتاح لرواد الفضاء، وهو عامل أمان لأن أبولو 14 كانت ستهبط على تضاريس وعرة.
بعد الانفصال عن وحدة القيادة والخدمة في المدار القمري، واجهت أنتاريس مشكلتين خطيرتين. أولًا، بدأ حاسوب إل إم باستقبال إشارة إحباط نتيجة تعطل أحد المفاتيح. اعتقدت ناسا أن الحاسوب حصل على قراءات خاطئة مثل هذه نتيجة انفصال قطعة صغيرة من اللحام وطفوها بين المفتاح ونقطة الاتصال، ما أدى لانغلاق الدارة الكهربائية. نجح الحل الفوري – الذي تضمن النقر على اللوحة بجوار المفتاح - لفترة وجيزة، ولكن سرعان ما انغلقت الدارة مرة أخرى. إذا تكررت المشكلة بعد إطلاق محرك النزول، فسيعتقد الحاسوب أن الإشارة حقيقية وسيبدأ تلقائيًا بإحباط العملية، ما سيتسبب في انفصال مرحلة الصعود عن مرحلة الهبوط وعدوتها إلى المدار. سارعت ناسا وفرق البرامج في معهد ماساتشوستس للتكنولوجيا لإيجاد حل. كان البرنامج غير قابل للتغير، ما منع إرسال تحديثات إليه من الأرض. تضمن الإصلاح جعل النظام يعتقد أن الإحباط حدث بالفعل، ليتجاهل إشارات الإحباط الآلية الواردة. لن يمنع هذا رواد الفضاء من قيادة المركبة، لكن إذ أصبح هناك حاجة لإحباط المهمة، فقد يضطرون إلى فعل ذلك يدويًا. أدخل ميتشل التغييرات قبل دقائق من إطلاق المحرك كما هو مخطط له.
وقعت مشكلة ثانية أثناء عملية النزول باستخدام المحركات، عندما فشل رادار الهبوط الخاص بإل إم في التركيز تلقائيًا على سطح القمر، ما منع حاسوب الملاحة من الحصول على معلومات ضرورية حول ارتفاع المركبة وسرعة الهبوط العمودي. بعد أن قام رائدا الفضاء بتدوير قاطع رادار الهبوط، نجحت الوحدة في الحصول على إشارة على ارتفاع 22000 قدم (6700 متر) من سطح القمر. تطلبت قواعد المهمة إحباط عملية الهبوط إذا فشل رادار الهبوط على ارتفاع 10000 قدم (3000 متر)، على الرغم من أن شيبرد ربما كان سيحاول الهبوط بدونه. بواسطة رادار الهبوط، وجه شيبرد وحدة إل إم للهبوط الذي كان الأقرب إلى الهدف المقصود في المهمات الست التي هبطت على القمر.

## عمليات سطح القمر
قال شيبارد، بعد أن نزل على سطح القمر، «لقد مرّ وقت طويل، لكننا وصلنا». بدأ أول نشاط خارج المركبة الفضائية في الساعة 9:42 صباحًا بتوقيت شرق الولايات المتحدة (14:42 بالتوقيت العالمي المنسق) في 5 فبراير 1971، بعد أن تأخر بسبب مشكلة في نظام الاتصالات ما أدى لتأخير العملية خمس ساعات بعد الهبوط. خلال أول نشاط خارج المركبة، أمضى رائدا الفضاء معظم الوقت في تفريغ المعدات، ونشر حزمة تجارب أبولو القمرية (إيه إل إس إي بّي) والعلم الأمريكي، بالإضافة إلى إعداد وتحميل ناقل المعدات المعياري (إم إي تي). تم بث هذه الأنشطة عبر شاشات التلفاز، على الرغم من أن جودة البث كانت سيئةً خلال الجزء الأخير من النشاط خارج المركبة. قام ميتشل بنشر خطوط تجربة الزلازل النشطة (إيه إس إي)، إذ قام بنشر خطين بطول 310 قدم (94 مترًا) من محطة إيه إل إس إي بّي المركزية. ثم أطلق متفجرات أنتجت اهتزازات ساعدت العلماء على فهم عمق وتكوين الحطام الصخري القمري. من أصل 21 متفجرًا، فشل خمسة في الانفجار. أثناء عودتهم إلى الوحدة القمرية (إل إم)، جمع رائدا الفضاء ووثقا عينات قمرية، والتقطا صورًا للمنطقة. استمر أول نشاط خارج المركبة 4 ساعات و47 دقيقة و50 ثانية.
فوجئ رائدا الفضاء بوعورة سطح القمر حيث هبطا، إذ توقعا أن تكون التضاريس أكثر استواءً، ما مثّل مشكلةً خلال النشاط الثاني خارج المركبة، حين انطلقا نحو فوهة كون حاملين ناقل المعدات المعياري. بدت الفوهات التي خطط شيبارد وميتشل لاستخدامها للملاحة مختلفةً تمامًا عن الخرائط التي التُقطت من المدار القمري. بالإضافة إلى ذلك، فقد بالغا باستمرار في تقدير المسافة التي قطعاها. لم يستطع مركز التحكم ومسؤول الاتصال مع الكبسولة (كابكوم)، فريد هايس، رؤية أي شيء من هذا، لأن الكاميرا التلفزيونية بقيت بالقرب من الوحدة القمرية، لكنهم كانوا قلقين مع مرور الوقت. صعد رائدا الفضاء على أحد التلال التي توقعا أن تكون حافة الفوهة، لكن تبين أنه هناك المزيد من التضاريس وراءها. على الرغم من أن ميتشل كان يتوقع بشدة أن الحافة قريبة، أصبح رائدا الفضاء منهكان جسديًا. أمرهم هايس بأخذ عينات من موقعهما ثم البدء في العودة نحو الوحدة القمرية. أظهر تحليل لاحق باستخدام الصور المُلتقطة أن رائدا الفضاء وصلا إلى نقطة تبعد 65 قدمًا (20 مترًا) فقط عن حافة الفوهة. أظهرت صور التُقطت باستخدام مستكشف القمر المداري (إل آر أوه) مسارات رائدا الفضاء وناقل المعدات المعياري على بعد 30 مترًا من الحافة. أكدت الصعوبات التي واجهها شيبارد وميتشل الحاجة إلى وسيلة نقل على سطح القمر مع نظام ملاحة، وقد خُطط بالفعل لاستخدام مركبة قمرية متجولة في مهمة أبولو 15.
بمجرد عودة رائدا الفضاء إلى المنطقة المجاورة للوحدة القمرية وظهورهما مرةً أخرى عبر الكاميرا التلفزيونية، قام شيبارد بأمر خطط له لسنوات قبل وصوله إلى القمر. أحضر شيبارد معه كرتي جولف ورأس مضرب جولف قام بإرفاقه بمقبض أداة جمع عينات. قام شيبارد بعدة ضربات بيد واحدة (بسبب المرونة المحدودة لبدلته الفضائية) وصرخ قائلًا أن الكرة الثانية قطعت «أميالًا وأميالًا وأميالًا» في الجاذبية القمرية المنخفضة. ثم رمى ميتشل أداة جمع العينات كما لو كانت رمحًا. انتهى المطاف بـ «الرمح» وإحدى كرات الجولف معًا في إحدى الفوهات. في مقابلة مع نادي أوتاوا جولف، ذكر شيبارد أن الكرة الأخرى سقطت بالقرب من إيه إل إس إي بّي. استغرق النشاط الثاني خارج المركبة 4 ساعات و34 دقيقة و41 ثانية. أعاد شيبارد المضرب، ومنحه لمتحف يو إس جي إيه في نيوجيرسي، وطلب صنع نسخة طبق الأصل قدمها للمتحف الوطني للطيران والفضاء. في فبراير 2021، احتفالًا بالذكرى الخمسين لمهمة أبولو 14، أنتج خبير التصوير آندي سوندرز، الذي عمل سابقًا لإنتاج أوضح صورة لنيل أرمسترونج على القمر، صورًا جديدة محسّنة رقميًا استُخدمت لتقدير أماكن سقوط الكرتين. سقطت الأولى على بعد نحو 24 ياردة من «نقطة الانطلاق»، بينما سقطت الثانية على بعد 40 ياردة.

### العينات القمرية
جمع رائدا الفضاء 94 باوند (43 كيلوجرام) من الصخور القمرية، أو العينات القمرية، خلال مهمة أبولو 14. معظمها من صخور المدملكات، التي هي صخور مكونة من شظايا صخور أخرى أقدم. تتشكل المدملكات عندما تؤدي الحرارة وضغط التصادمات النيزكية إلى اندماج شظايا الصخور الصغيرة معًا. جُمع عدد قليل من صخور المدملكات البازلتية. تحتوي صخور أبولو 14 البازلتية على كمية أكبر بشكل عام من الألومنيوم والبوتاسيوم مقارنةً بالصخور البازلتية الأخرى. تشكلت معظم صخور البحار القمرية البازلتية التي جُمعت خلال مهمات أبولو قبل 3 إلى 3.8 مليار سنة. تشكلت صخور أبولو 14 البازلتية قبل 4 إلى 4.3 مليار سنة، وهي أقدم من الأنشطة البركانية التي حدثت في مواقع بحار القمر التي استكشفها رواد الفضاء خلال برنامج أبولو.
في يناير 2019، أظهرت الأبحاث أن صخرة بيج بيرثا، التي تزن 19.837 باوند (8.998 كيلوجرام)، تتمتع بخصائص تشير إلى أنها نيزك أرضي على الأرجح. تم تأكيد وجود الجرانيت والكوارتز، اللذان يوجدان بوفرة على الأرض على عكس القمر، في صخرة بيج بيرثا. لتحديد عمر الصخرة، فحص فريق بحثي من جامعة كيرتن الزركون المعدني الموجود في هيكل الصخرة. قال الباحث ألكسندر نيمشين: «من خلال تحديد عمر الزركون الموجود في العينة، تمكنا من تحديد أن عمر الصخرة هو أربعة مليارات سنة تقريبًا، ما يجعلها مشابهةً لأقدم الصخور الموجودة على الأرض»، وقال أن «التركيب الكيميائي للزركون في هذه العينة مختلف تمامًا عن تركيب الزركون في العينات القمرية الأخرى التي تم تحليلها، ويشبه كثيرًا تركيب الزركون الموجود على الأرض». هذا قد يعني أن صخرة بيج بيرثا هي أول نيزك أرضي مُكتشف وأقدم صخرة أرضية معروفة.

## اقرأ أيضا
- أبولو 11
- أبولو 17
- أبولو 10
- أبولو 8
- برنامج أبولو
- نيل أرمسترونج
- بز ألدرن
- مايكل كولينز[ ؟ ]
- فاروق الباز
- جون يونغ
- شالز ديوك
- ديفيد سكوت
- قائمة رواد فضاء أبولو